# Daniel Peretz
Daniel Peretz (hebraisk: דניאל פרץ; født 10. juli 2000) er en israelsk professionel fodboldspiller, som spiller for Bundesliga-klubben Bayern München og Israels landshold.

## Klubkarriere

### Maccabi Tel Aviv
Peretz kom igennem ungdomsakademiet hos Maccabi Tel Aviv. Hans professionelle debut kom dog med Beitar Tel Aviv Bat Yam, som han tilbragte 2019-20 sæsonen udlejet til.
Hans gennembrud kom i 2021-22 sæsonen, hvor han blev etableret som førstevalgsmålmand for Maccabi.

### Bayern München
Peretz skiftede i august 2023 til Bayern München, og blev hermed den første israelske spiller i klubbens historie. Han debuterede for holdet den 26. september 2023 i en DFB-Pokal-kamp imod Preußen Münster.

## Landsholdskarriere

### Ungdomslandshold
Peretz har repræsenteret Israel på flere ungdomsniveauer.

### Seniorlandshold
Peretz debuterede for Israels landshold den 20. november 2022.

## Privat
Peretz er af ashkenazisk afstamning, og holder herigennem tysk statsborgerskab.